# Верхний Карзман
Верхний Карзман (осет. Уæллаг Карзман, груз. ზემო ქარზმანი — Земо-Карзмани) — село в Закавказье, расположено в составе Синагурской сельской администрации Дзауского района Южной Осетии, фактически контролирующей его; согласно юрисдикции Грузии — в Сачхерском муниципалитете края Имеретия.
Село находится на крайнем западе Дзауского района Южной Осетии на реке Квирила, к востоку от сёл Переви (Переу) и Нижний Карзман.

## Население
Село населено грузинами и осетинами. По данным переписи население села составляет 216 человек.